# Ctenophthalmus vanhoofi
Ctenophthalmus vanhoofi är en loppart som beskrevs av Berteaux 1947. Ctenophthalmus vanhoofi ingår i släktet Ctenophthalmus och familjen mullvadsloppor. Inga underarter finns listade i Catalogue of Life.